# アーリーレインズ
『アーリーレインズ』（EARLY REIN）は、2003年2月14日にレンタル開始および同年2月21日に発売された2002年制作のOVA作品。
本項では実際にリリースされたOVA作品を中心に記述する。ゲームについては#ゲーム版を参照。

## ストーリー
西部開拓時代。偶然サンシャインヒルへ向かう列車に乗り合わせた保安官志望のマーガレット、2挺拳銃を使いこなす女ガンマンのローラ、美人歌手のヘレン、牧場の女であるキャロライン、女医のジャネット、東部の大冨豪の令孃であるアリスの6人は突如その列車にある輸送中の金塊を狙い襲い掛かってきたヘブンズヒル強盗団と戦うため、協力し合うことになる。

## 登場人物

### 主要人物
マーガレット・ハート
声 - 川上とも子
年齢 : 15歳 / 身長 : 154cm / 体重 : 44kg / BWH : 79 / 60 / 81
本作の主人公。保安官を目指す少女。亡き父が保安官であり、その後を継いで保安官になるためサンシャインヒル行きの列車に乗り込み、そこで金塊を狙うヘブンズヒル強盗団と戦うことになる。
保安官志望のため正義感の強い性格をしている。独学で射撃の訓練をしており銃の扱いは馴れているが、人を殺すことに躊躇いを見せることもある。
ローラ・フェルモンド
声 - 三森愛子
年齢 : 26歳 / 身長 : 174cm / 体重 : 56kg / BWH : 82 / 61 / 84
右目に眼帯をした女ガンマン。2挺拳銃を得意としており、複数の相手を一度に倒す程の腕前を持つ。マーガレットのことを「甘ちゃん」呼ばわりしていたが、最後にはその腕を認め、スペンサーとの対決では息の合ったコンビネーションを見せた。
ヘレン・ウィルマン
声 - 水谷優子
年齢 : 32歳 / 身長 : 168cm / 体重 : 54kg / BWH : 86 / 60 / 88
シブリーにある町酒場の歌姫。世話を焼かれることは好まない。おっとりした性格をしているが、ヘブンズヒルの手下に食って掛かる気の強い一面も持つ。
キャロライン・ホワイト
声 - 竹内順子
年齢 : 17歳 / 身長 : 160cm / 体重 : 48kg / BWH : 84 / 58 / 86
牧場を経営している少女。初対面の人間とも気軽に仲良くなれる社交的な性格をしている。牧場で銃を使用することがあるため、ローラ、マーガレットに次いで銃の扱いに馴れている。感情が顔に出やすい。動物に関する処置は的確で無駄がない。
ジャネット・ミラー
声 - 佐々木瑶子
年齢 : 28歳 / 身長 : 167cm / 体重 : 53kg / BWH : 86 / 60 / 88
医者をしている女性。おしとやかな性格だが、医者としての高い志を持つ芯のある女性。負傷したスペンサーを手当てした。
アリス・ドーソン
声 - 大沢千秋
年齢 : 16歳 / 身長 : 156cm / 体重 : 44kg / BWH : 81 / 55 / 83
大富豪の令嬢。気が強く世間知らずな少女だが、社交性が高く、素直で純粋。幼い頃から甘やかされて育ったので、西部での常識に欠けるが、礼儀作法や法律知識などは追随を許さない。ガトリング・ガンでヘブンズヒルの手下を薙ぎ倒す活躍を見せる。

### その他の人物
ヘブンズヒル
声 - 飯塚昭三
ヘブンズヒル強盗団の首領。列車に積まれた金塊を狙うが、終盤でマーガレットに射殺される。
ジャック
声 - 森川智之
ヘブンズヒル強盗団の一味。乗客に成り済まして列車に乗り込み、列車を内部から征圧する。序盤でローラに射殺される。
スペンサー大佐
声 - 石塚運昇
南北戦争での活躍により「英雄」と呼ばれている軍人。金塊の護送のため列車に乗り込んでいた。ヘブンズヒル強盗団に襲われ人質になるが、マーガレットとローラに助け出される。
裏でヘブンズヒルと手を組んでおり金塊を山分けする手筈になっていたが、マーガレットとローラによって阻止される。
ジェーン・ハート
声 - 福島おりね
マーガレットの祖母。息子の後を継ぎ保安官を目指すマーガレットをサンシャインヒルに送り出す。

## スタッフ
- 製作 - 藤原正道
- 企画 - 斎春雄
- プロデューサー - 村田祐一
- アニメーションプロデューサー - 奥野敏聡、神田修吉
- 監督・絵コンテ・演出 - 浅田裕二
- 脚本 - 米村正二
- キャラクターデザイン・作画監督 - 佐藤雅将
- メカデザイン - 西中康弘
- 美術監督 - 工藤ただし
- 撮影監督 - 渡辺英俊
- 音響監督 - 渡辺淳
- 色彩設計 - 佐藤和子
- 色指定 - 長谷川一美
- 背景 - スタジオパインウッド
- 仕上げ検査 - 岡田初美
- 特効 - 中島正之
- 音楽 - 森本真也
- 音楽プロデューサー - 中野徹
- 取材協力 - 小樽交通記念館
- アニメーション制作 - OLM TEAM IGUCHI
- 製作 - 東宝、OLM
- 発売元 - 東宝

## ゲーム版
マーカスの企画により、1999年 - 2000年の冬にアトラスからプレイステーション用アドベンチャーゲームソフト『EARLY REINS 〜荒野の天使たち〜』（アーリーレインズ こうやのてんしたち）として発売される予定だったが、発売中止となった。マーカス倒産後に権利が東宝に売却され、メディアミックス作品としてゲーム版と並行して制作が進行していたアニメ版のみが日の目を見た。公表されていたゲーム版の内容は20代の男性保安官助手が主人公（プレイヤーキャラクター）となる予定だったり、ヒロインが7人でアニメ版には登場しないスー族の少女戦士であるフェザー・リーヴス（声 - 川上未遊）がヒロインの一人として登場する予定だった。マーガレット役の声優はアニメ版の川上とも子ではなく、小西寛子が予定されていた。
2010年7月発売のゲーム雑誌「GAME SIDE」2010年8月号の連載記事「幻のゲームを追え!」では本作を取り上げており、ゲーム版のキャラクターデザインを担当した漫画家かのえゆうしへのインタビュー記事が掲載され、当時の状況を振り返っている。ゲーム版の声優が決定した時点で既にアニメの制作は動いていたが、アニメ版は北米での販売を前提にしていたため、企画段階でフェザーが登場しないことが決定していたとのこと。